# Outapi (Wahlkreis)
Der Wahlkreis Outapi ist ein Wahlkreis im Norden der Region Omusati im zentralen Norden Namibias. Kreisverwaltungssitz ist Outapi. Im Wahlkreis leben (Stand 2023) 53.600 Menschen auf einer Fläche von 950 Quadratkilometern. Es ist der bevölkerungsreichste Wahlkreis der Region.

## Wahlen
| Wahl | Name               | Partei | Stimmenanteil |
| ---- | ------------------ | ------ | ------------- |
| 1992 |                    |        |               |
| 1998 | Herman Ausiku      | SWAPO  | o. W. 1       |
| 2004 | Tataati Shileka    | SWAPO  | 99,4 %        |
| 2010 | Tataati Shileka    | SWAPO  | 99,3 %        |
| 2015 | Fillemon Shikwambi | SWAPO  | o. W. 1       |
| 2020 | Immanuel Shikongo  | SWAPO  | 87,7 %        |